# 好小男孩
是一部2019年美國喜劇片，由吉恩·斯普尼斯基執導並與李·艾森柏格共同編劇，伊凡·戈博和塞斯·羅根在片中擔任監製並透過他們的Point Grey Pictures製作。由雅各·特倫布雷、基斯·L·威廉斯（Keith L. Williams）、布雷迪·諾（Brady Noon）、威爾·福爾特、莫莉·戈登及李利·萊爾·豪艾里主演。
該片最先於2019年3月11日在西南偏南舉行全球首映，後於2019年8月16日在美國上映。

## 劇情
该片讲述了三个小学六年级学生为夺回丢失的无人机展开的一场惊险刺激又充满乐趣的冒险，在这些难忘的经历中三个孩子重新认识自我并获得成长。

## 演員
- 雅各·特倫布雷 飾 麥斯（Max）
- 基斯·L·威廉斯（Keith L. Williams） 飾 盧卡斯（Lucas）
- 布雷迪·諾（Brady Noon） 飾 索爾（Thor）
- 莫莉·戈登 飾 漢娜（Hannah）
- 李利·萊爾·豪艾里 飾 盧卡斯的父親
- 威爾·福爾特 飾 麥斯的父親
- 蜜朵莉·法蘭西絲 飾 莉莉（Lily）
- 李·艾森柏格（英语：Lee Eisenberg） 飾 利·艾森柏格（Leigh Eisenberg）

## 發行
《好小男孩》於2019年3月11日在西南偏南舉行全球首映。環球影業將該片定於2019年8月16日在美國上映。
臺灣原預計於2019年11月8日上映，後提前至9月12日。

### 評價
爛番茄根據214條評論，持有79%的新鮮度，平均得分6.51／10。在Metacritic上，電影獲得60分。

### 票房
在美國和加拿大，《好小男孩》預計將在其開盤首週末的3204間影院中獲得1200萬至1500萬美元的票房收入。該片在首日賺了830萬美元，其中包括週四晚間的210萬美元。該片在首週票房獲得超乎預期的2100萬美元，位居當週票房冠軍，成為自《甜心大姐頭》（2016年4月）以來首次獲得票房冠軍的R級喜劇片。
| 上一届： 《玩命關頭：特別行動》 | 2019年美國週末票房冠軍 第33週 | 下一届： 《全面攻佔3：天使救援》 |

## 外部連結
- 官方网站
- 互联网电影数据库（IMDb）上《好小男孩》的资料（英文）
- Box Office Mojo上《好小男孩》的資料（英文）
- Metacritic上《好小男孩》的資料（英文）
- AllMovie上《好小男孩》的资料（英文）
- 爛番茄上《好小男孩》的資料（英文）
- 開眼電影網上《好小男孩》的資料（繁體中文）
- Yahoo奇摩電影上《好小男孩》的資料（繁體中文）
- 雅虎香港電影上《好小男孩》的資料（繁體中文）
- 豆瓣电影上《好小男孩》的資料 （简体中文）
- 时光网上《好小男孩》的資料（简体中文）